# Pemetrexed
Pemetrexed (Handelsname: Alimta®, Hersteller: Lilly) ist ein Arzneistoff, der als Zytostatikum (Antimetabolit) eingesetzt wird.
In Fertigarzneimitteln kommt sowohl Pemetrexed als Monohydrat der freien Säure wie auch das Dinatriumsalz, das Hemipentahydrat und das Heptahydrat des Dinatriumsalzes zum Einsatz.
An der Entwicklung war der Princeton-Chemiker Edward C. Taylor maßgeblich beteiligt.

## Wirkmechanismus
Als Analogon der Folsäure greift der Wirkstoff an mehreren Stellen in die DNA- und RNA-Nukleotid-Synthese ein und entfaltet seine Wirkung durch die Hemmung der Enzyme:
- Thymidylat-Synthase (TS)
- Dihydrofolat-Reduktase (DHFR)
- Glycinamid-Ribonukleotid-Formyltransferase (GARFT).[2]

## Indikationen
Pemetrexed wird sowohl in der Monotherapie als auch in Kombination mit Cisplatin bei zahlreichen Indikationen eingesetzt. Als Monotherapie wird es zur Behandlung des lokal fortgeschrittenen oder metastasierten nicht-kleinzelligen Bronchialkarzinoms (NSCLC) genutzt (Zweitlinientherapie). Die Kombinationstherapie mit Cisplatin kommt zur Behandlung des fortgeschrittenen nicht-kleinzelligen Bronchialkarzinoms (NSCLC) (Erstlinientherapie) und des inoperablen malignen Pleuramesothelioms (MPM) (Erstlinientherapie) in Frage.

## Nebenwirkungen
Folgende Nebenwirkungen sind unter anderem (Auswahl) Blutbildveränderungen, Fieber, Haarausfall, Hautrötungen und -schuppung sowie Übelkeit und Erbrechen.

## Kontraindikationen
Als Kontraindikationen gelten die gleichzeitige Impfung gegen Gelbfieber sowie Schwangerschaft und Stillzeit.